# Charlotte des Essarts
Charlotte des Essarts, Mademoiselle de La Haye (1580-8 de julio de 1651), condesa de Romorantin, duquesa de Vitry y dama de Sautouret, fue una aristócrata francesa, conocida por haber sido amante del rey Enrique IV de Francia en 1607.

## Biografía
Fue hija de Charlotte de Harlay-Champvallon, dama de Bonnard, Bassou y Champvallon, y de François des Essarts (muerto en 1590 en Troyes), señor de Sautour y de Sornery, escudero del establo del rey y teniente del monarca en Champaña. Siendo una niña, Charlotte fue puesta al servicio de la condesa de Beaumont-Harlay, una pariente en Inglaterra, donde supuestamente tuvo una aventura con su primo Christophe de Harlay, embajador francés en Londres, desde 1602 hasta 1607, año en que Charlotte regresó a Francia y Christophe fue presentado a la corte, convirtiéndola el rey Enrique IV en su amante al poco tiempo. Fruto de esta relación, Charlotte dio a luz a gemelas: Jeanne Baptiste (11 de enero de 1608-1670), quien se convirtió en abadesa en la abadía de Fontevraud; y Marie Henriette (11 de enero de 1608-10 de febrero de 1629), conocida como hermana Placide, quien se convirtió en abadesa de Chelles en 1627. Ambas fueron legitimadas por el rey en marzo de 1608, otorgando el monarca a Charlotte una pensión de 2.000 a 3.000 libras.
Charlotte fue amante, asimismo, de 
M. de Beaumont, quien para vengarse de ella tras su abandono, remitió al rey varias cartas incendiarias escritas por Charlotte, lo que provocó la ira del monarca. En 1611, mediante una dispensa del papa Pablo V, Charlotte contrajo matrimonio el 4 de febrero de 1611 con Luis de Lorena, cardenal de Guisa, con quien tuvo varios hijos. Tras la muerte del cardenal en Saintes el 21 de junio de 1621, Charlotte vivió tres años con Dominique de Vic, archivista de Auch, contrayendo matrimonio el 4 de noviembre de 1630 con François de l'Hospital, mariscal de Francia, señor de Hallier, duque de Vitry y gobernador de París en 1649.
En 1642, deseando legitimar a los hijos que tuvo con el cardenal, Charlotte se inmiscuyó en varias intrigas con el fin de reconciliar al rey y a los Guisa, si bien cayó en desgracia tras el tratado de Saint-Germain, siendo enviada a sus dominios por el cardenal Richelieu. Murió en el exilio en 1651.